# Lipník (okres Prievidza)
Lipník je obec na Slovensku v okrese Prievidza v Trenčínském kraji.
První písemná zmínka o obci je z roku 1355. V obci je dřevěná zvonice z poloviny 19. století.